# Czędomir
Czędomir – staropolskie imię męskie, zrekonstruowane na podstawie nazwy nieistniejącej dziś osady Czędomierz w powiecie konińskim, notowanej w XV i XVI w., złożone z członów Czędo- (por. psł. cędo – „potomek, dziecko”) i -mir – „pokój, spokój, dobro”.
Odpowiedniki w innych językach: 
- serbsko-chorwacki – Čedomir[2].

Znane osoby noszące imię Czędomir:
- Czedomir Janewski (ur. 1961) – macedoński piłkarz występujący na pozycji obrońcy, reprezentant Jugosławii, trener piłkarski